# Nikita Aleksandrovich Andreyev
Bản mẫu:Eastern Slavic name
Nikita Aleksandrovich Andreyev (tiếng Nga: Никита Александрович Андреев; sinh ngày 2 tháng 11 năm 1997) là một cầu thủ bóng đá người Nga. Anh thi đấu cho F.K. Anzhi-2 Makhachkala.

## Sự nghiệp câu lạc bộ
Anh ra mắt chuyên nghiệp cho F.K. Zenit Sankt Peterburg trong trận đấu tại Cúp quốc gia Nga trước F.K. Tosno vào ngày 28 tháng 10 năm 2015.
Ngày 5 tháng 9 năm 2016, anh gia nhập FC VSS Košice theo dạng cho mượn.
Ngày 22 tháng 2 năm 2018, anh ký bản hợp đồng 3 năm cùng với F.K. Anzhi Makhachkala.